# Пильс, Изидор
Изидор Александр Огюстен Пильс (в ряде источников: Пиль, фр. Isidore-Alexandre-Augustin Pils; 19 июля 1813, Париж — 3 декабря 1875, там же) — французский художник-академист и педагог.

## Биография
Сын Франсуа Пильса (1785—1867), солдата-эльзасца, участника Наполеоновских войн,  искусного рисовальщика (походный дневник Пильса-старшего с его собственными иллюстрациями был опубликован в 1895 году). 
В 12-летнем возрасте Пильс-младший стал учиться мастерству художника. Учился у Франсуа Пико. В 1840 году был принят в Высшей школе изящных искусств Парижа.
В 1841 году, за историческое полотно «Святой Пётр, исцеляющий хромого у дверей Иерусалимского храма» стал лауреатом Римской премии, что позволило ему за казённый счёт провести следующие три года на Вилле Медичи, где размещалась руководимая Жаном Огюстом Домиником Энгром Французская академия в Риме. Путешествуя по Италии, посетил Неаполь, Венецию и Флоренцию. В дальнейшем вернулся во Францию.
Пильс писал в основном картины исторической, батальной и религиозной тематики. В 1849 году создал одно из самых известных своих полотен: «Клод Жозеф Руже де Лиль исполняет свою песню «Марсельеза»» (в настоящее время хранится в коллекции Исторического музея в Страсбурге).
Как баталист, Пиль известен написанием ряда картин с эпизодами Крымской войны, в том числе «Оборона Севастополя» (1855), «Сражение на Альме» (1861).
Внёс значительный вклад в роспись интерьеров Парижской Оперы.
С 1863 года Пильс был профессором в Школе изящных искусств в Париже. Имел множество учеников, среди которых были Жюльен Дюпре, Адриан Моро, Люк-Оливье Мерсон, Ласло Меднянский, Ян Богумил Розен, Жюль Баллавуан и многие другие.
В 1846—1875 годах регулярно выставлял свои картины на ежегодных Парижских салонах, в 1864—1868 годах был также членом жюри. 
За свою творческую деятельность Пильс был награждён кавалерской (1857) и офицерской (1867) степенью ордена Почётного Легиона. С 1868 года он был членом Института Франции.
Скончался в 1875 году в Париже и был похоронен на кладбище Пер-Лашез (54-й дивизион).

## Галерея
- Клод Жозеф Руже де Лиль исполняет свою песню «Марсельеза»
- Фрагмент росписи Парижской Оперы
- Войска союзников в Крыму
- Шарлотта Бельгийская (императрица Мексики)
- Лежащая обнажённая
- Маршал Франции Николя Шарль Удино
- Святой Пётр, исцеляющий хромого у дверей Иерусалимского храма
- Автопортрет